# Sarah Goodridge
Sarah Goodridge (5 tháng 2 năm 1788 – 28 tháng 12 năm 1853; còn được gọi là Sarah Goodrich) là một họa sĩ người Mỹ chuyên vẽ tranh tiểu họa chân dung. Bà là chị gái của Elizabeth Goodridge, cũng là một họa sĩ tiểu họa người Mỹ.

## Cuộc đời
Goodridge sinh ra tại Templeton, Massachusetts, là con thứ 6 và con gái thứ ba của ông Ebenezer Goodridge và người vợ Beulah Childs. Ngay từ khi còn nhỏ, bà đã bắt đầu vẽ và bộc lộ năng khiếu về nghệ thuật. Lúc bấy giờ và tại nơi bà ở, cơ hội đi học của phụ nữ bị hạn chế, vì vậy bà chủ yếu là tự học vẽ. Bà theo học trường ở khu vực. Những bức phác họa đầu tiên của bà vẽ những người xung quanh mình được vẽ trên vỏ cây bạch dương vì bà không đủ tiền để mua giấy. Bà ở cùng anh trai mình là William M. Goodrich trong vài tháng ở Milton, đồng thời theo học một trường nội trú ở đó. Bà còn tham gia một vài buổi học vẽ ở Boston, nơi hai anh em bà đi cùng nhau. Tại Boston, cô còn gặp Gilbert Stuart và tác phẩm của bà nhận được sự quan tâm từ ông.
Năm 1820, bà chuyển đến sống với em gái Eliza ở Boston, bắt đầu học và vẽ tranh tiểu họa chân dung. Bà kiếm đủ tiền thù lao để nuôi sống bản thân và gia đình trong vài thập kỷ. Cuối cùng, bà chuyên vẽ tiểu họa trên chất liệu ngà, là học trò của một họa sĩ tiểu họa ở Hartford (gần như chắc chắn người này là Elkanah Tisdale). Các bức tranh của bà đã được đem trưng bày ở Boston và Washington, DC. Bà giải nghệ và định cư ở Reading, Massachusetts sau khi mất đi thị lực vào năm 1851.
Goodridge nổi danh với những bức chân dung vẽ của chính trị gia Daniel Webster và nghệ sĩ đồng nghiệp Gilbert Stuart. Trong số các tác phẩm của Goodridge có một bức tiểu họa chân dung vẽ bộ ngực trần của chính bà, có nhan đề Beauty Revealed, hiện đang nằm ở Viện bảo tàng Mỹ thuật Metropolitan ở New York. Bức tiểu họa được vẽ trên một miếng ngà bạc có kích thước chỉ 2 5/8 x 3 1/8 inch. Tác phẩm được thực hiện vào năm 1828, rồi nữ nghệ sĩ tặng nó cho người bạn thân, người trao đổi thư từ, và người làm kiểu không thường xuyên là Daniel Webster. Nhà phê bình nghệ thuật người Mỹ John Updike cho rằng nữ nghệ sĩ định hiến thân cho Webster; anh viết rằng bộ ngực trần dường như muốn nói rằng "Chúng em là để anh chiếm lấy, trong tất cả vẻ yêu kiều màu ngà của chúng em, với những núm vú mềm mại vẽ bằng chấm nhỏ của chúng em". Tác phẩm được đưa vào phần hồi tưởng "The Philippe de Montebello Years: Curators Celebrate Three Decades of Acquisitions." Đó là nguồn cảm hứng cho bức tiểu họa mà nhân vật nữ chính hư cấu của tác phẩm văn học Blindspot: A Novel (New York, 2008) vẽ, với các tác giả là Jane Kamensky và Jill Lepore.

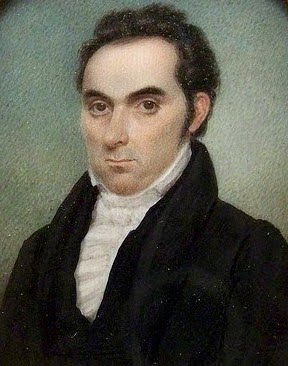
Châu dung Daniel Webster vào năm 1825
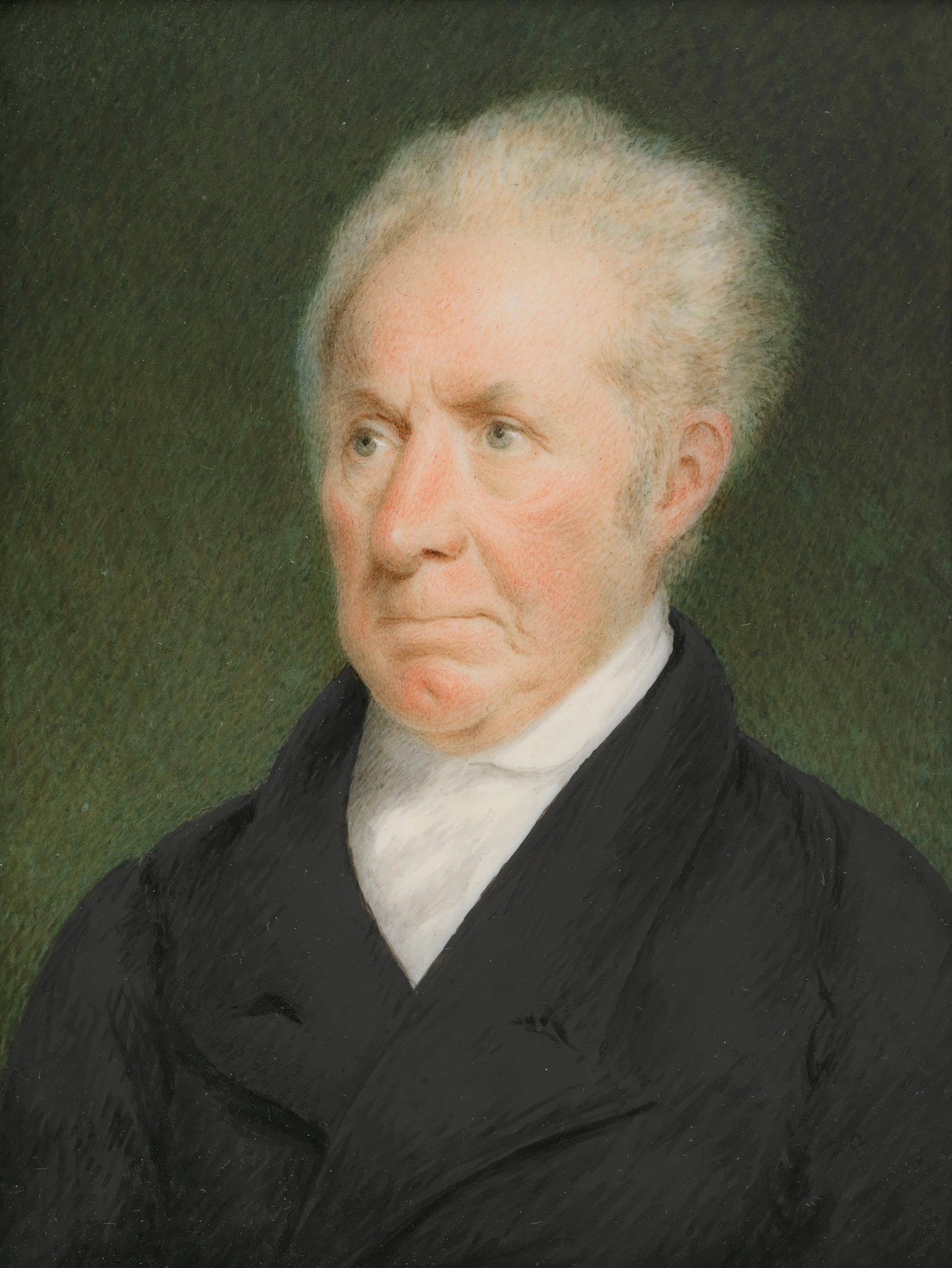
Chân dung Gilbert Stuart vào năm 1825
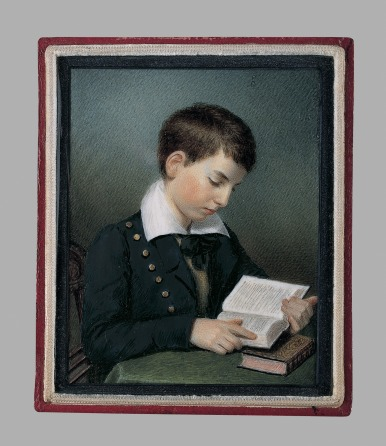
Bạn trẻ hiếu học (thầy Edward Appleton)
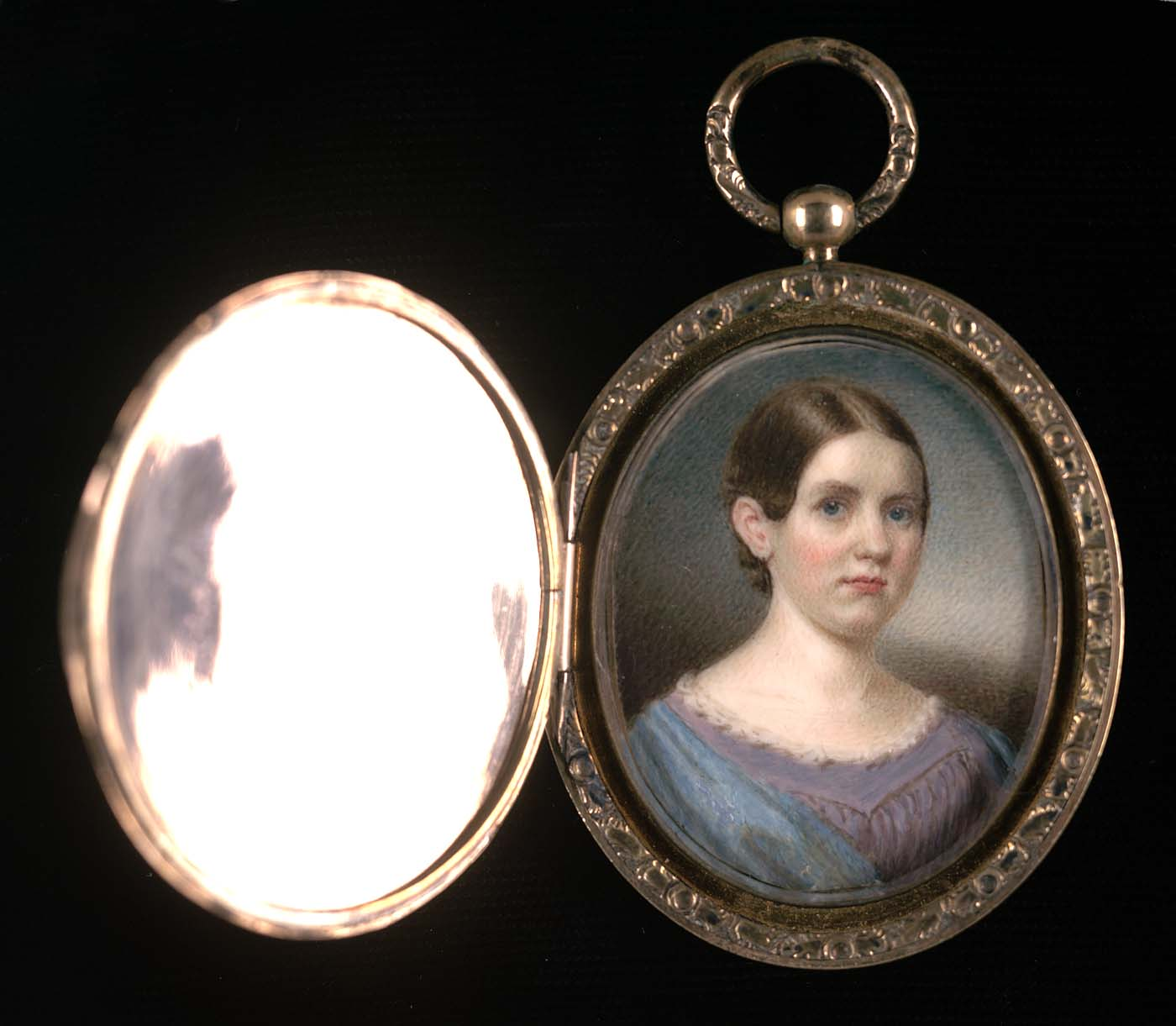
Emily Appleton
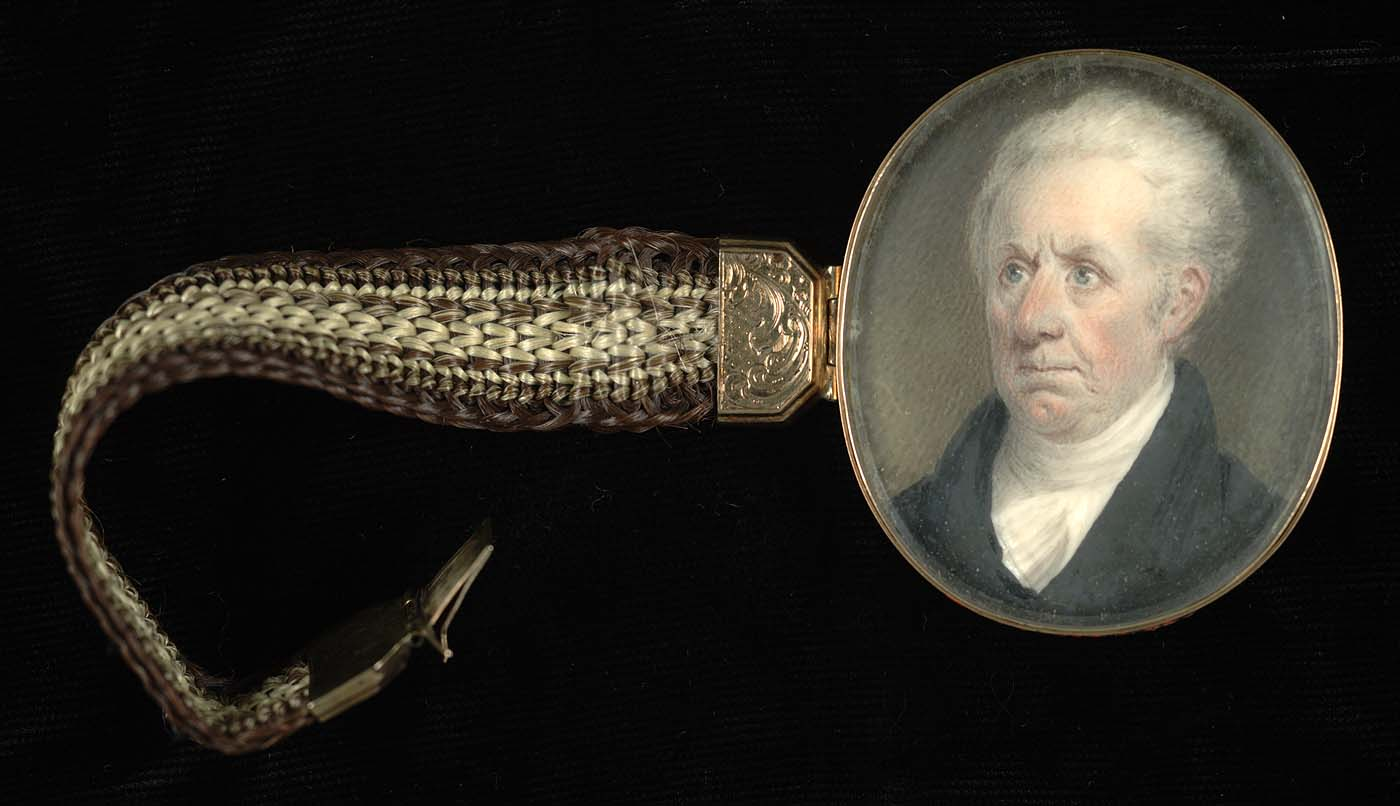
Gilbert Stuart, tiểu họa trong một chiếc túi nhỏ
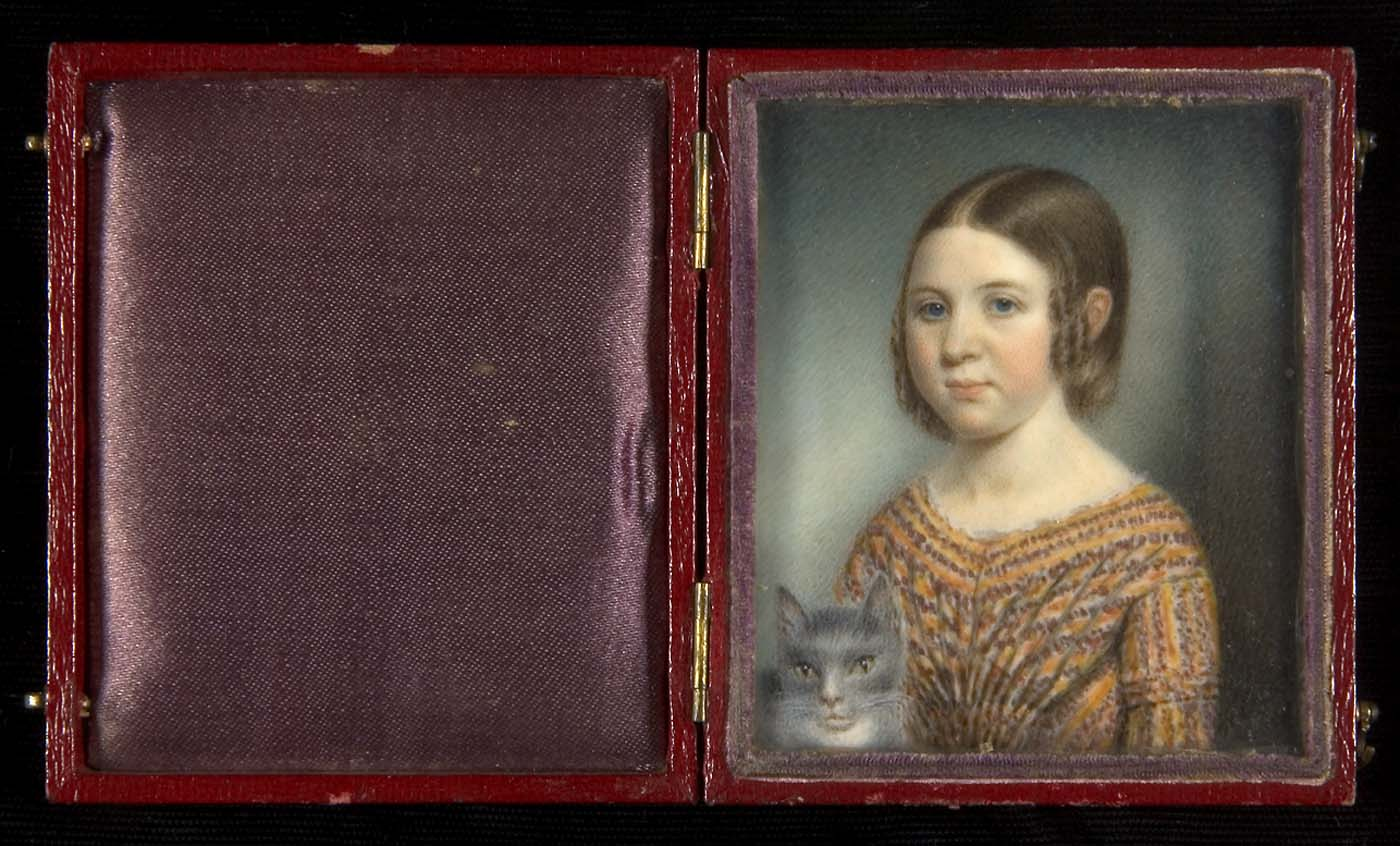
Beulah Appleton và mèo của cô ta
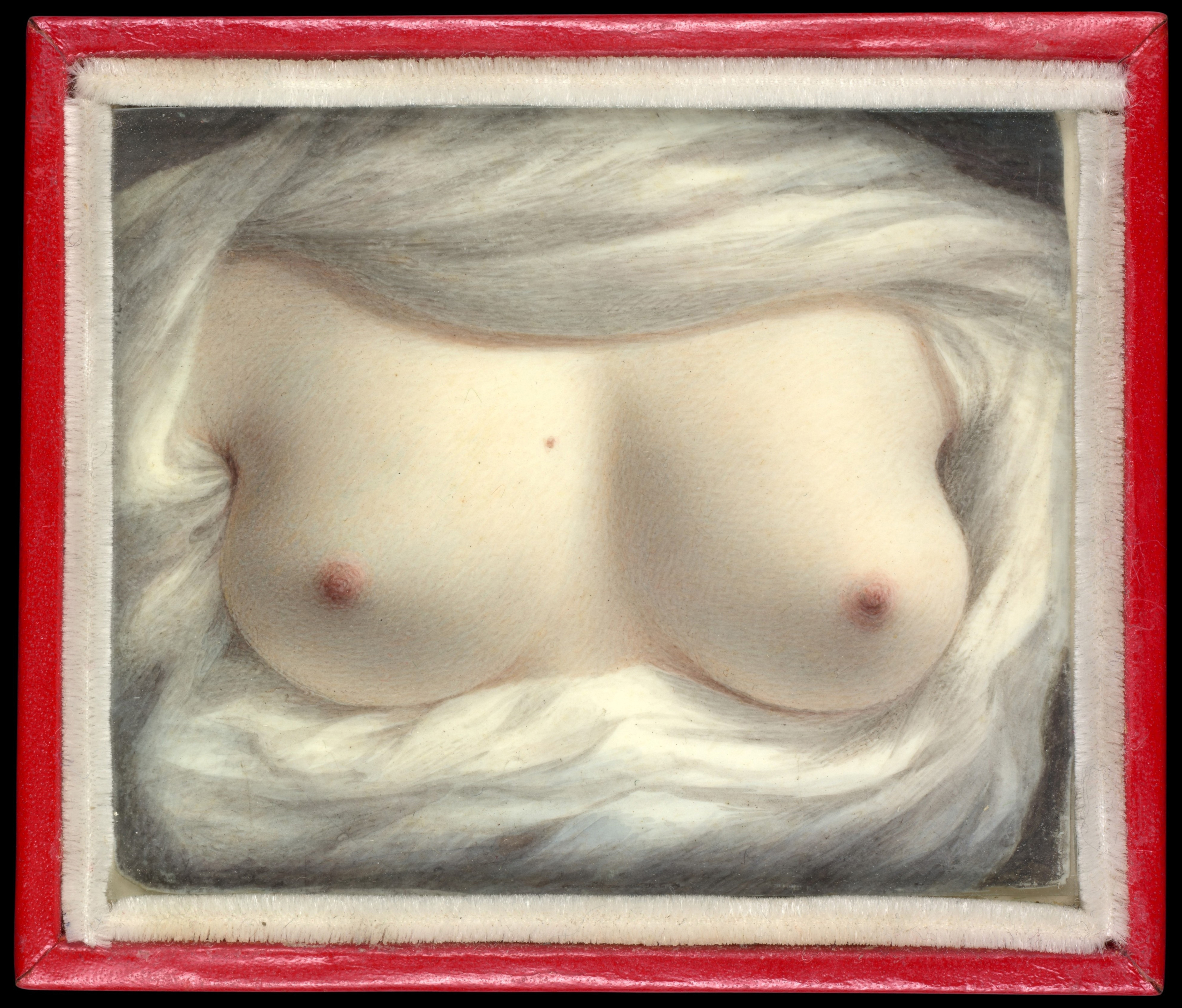
Beauty Revealed, 1828